# Jie Meng
Jie Meng es una deportista peruana que compitió en bádminton. Ganó una medalla de bronce en los Juegos Panamericanos de 2007, en la prueba de doble.

## Palmarés internacional
| Juegos Panamericanos | Juegos Panamericanos    | Juegos Panamericanos | Juegos Panamericanos |
| Año                  | Lugar                   | Medalla              | Prueba               |
| -------------------- | ----------------------- | -------------------- | -------------------- |
| 2007                 | Río de Janeiro (Brasil) | Medalla de bronce    | Dobles               |